# Tom Austen

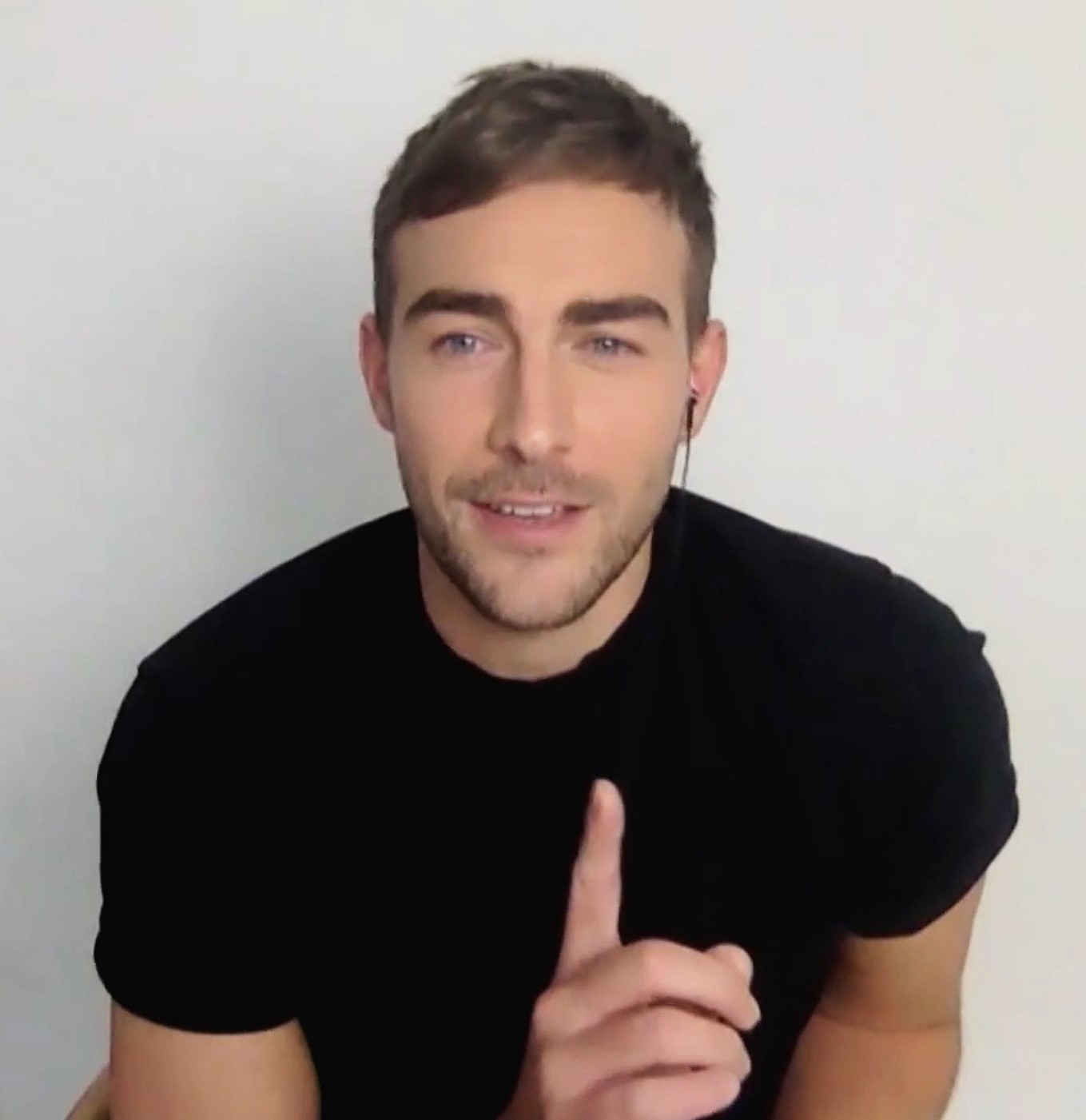
Tom Austen, 2020

Tom Austen (* 15. September 1988 in Taunton, Somerset, England als Thomas Michael Carter) ist ein britischer Schauspieler.

## Leben
Tom Austen studierte an der Guildhall School of Music and Drama.
Austen begann seine Karriere 2010 als Anto in der Fernsehserie Shameless. Anschließend hatte er eine unbekannte Rolle in dem Spielfilm Brighton Rock. Bekannt wurde Austen durch eine Nebenrolle in Die Borgias – Sex. Macht. Mord. Amen., in der er 2012 als Raffaele zu sehen war. Es folgten Rollen in den Serien Beaver Falls und Grantchester sowie in den Filmen The Legendary Dragon – Der Letzte seiner Art und Ironclad 2: Bis aufs Blut. 2013 hatte Austen an der Seite von Jean Reno und Jill Hennessy eine Hauptrolle als Marc Bayard in der international koproduzierte Action-Krimiserie The Cop – Crime Scene Paris inne. Die Serie wurde nach acht Episoden eingestellt.
Von 2015 bis 2018 verkörperte Austen die Hauptrolle des Jasper Frost, der Leibwächter der britischen Königsfamilie, in der E!-Dramaserie The Royals. Außerdem ist er seit Oktober 2015 als Josh Cross in dem britischen Krimidrama Unforgotten zu sehen.

## Filmografie
- 2010: Shameless (Fernsehserie, Episode 7x16)
- 2010: Brighton Rock
- 2011: Doctors (Soap)
- 2012: Beaver Falls (Fernsehserie, 6 Episoden)
- 2012: Die Borgias – Sex. Macht. Mord. Amen. (The Borgia, Fernsehserie, 4 Episoden)
- 2012: Misfits (Fernsehserie, Episode 4x04)
- 2013: The Legendary Dragon – Der Letzte seiner Art (Legendary: Tomb of the Dragon)
- 2013: London Irish (Fernsehserie, Episode 1x04)
- 2013: Agatha Christie’s Poirot (Fernsehserie, Episode 13x04)
- 2014: Ironclad 2 – Bis aufs Blut (Ironclad: Battle for Blood)
- 2014: Grantchester (Fernsehserie, 5 Episoden)
- 2013: The Cop – Crime Scene Paris (Jo, Fernsehserie, 8 Episoden)
- 2015–2018: The Royals (Fernsehserie)
- seit 2015: Unforgotten (Fernsehserie)
- 2020: The Bold Type – Der Weg nach oben (The Bold Type, Fernsehserie, 3 Episoden)
- 2020: Helstrom (10 Episoden)
- 2024: Rematch (Fernsehserie)